# Sybra plagiatoides
Sybra plagiatoides là một loài bọ cánh cứng trong họ Cerambycidae.